# Orthobula bilobata
Espèce
Orthobula bilobata est une espèce d'araignées aranéomorphes de la famille des Trachelidae.

## Distribution
Cette espèce se rencontre Indonésie à Sumbawa et à Sumatra et en Malaisie au Sabah,.

## Description
Le mâle holotype mesure 2,20 mm et la femelle paratype 2,40 mm.

## Publication originale
- Deeleman-Reinhold, 2001 : Forest spiders of South East Asia: with a revision of the sac and ground spiders (Araneae: Clubionidae, Corinnidae, Liocranidae, Gnaphosidae, Prodidomidae and Trochanterriidae. Brill, Leiden, p. 1-591.